# Иппология

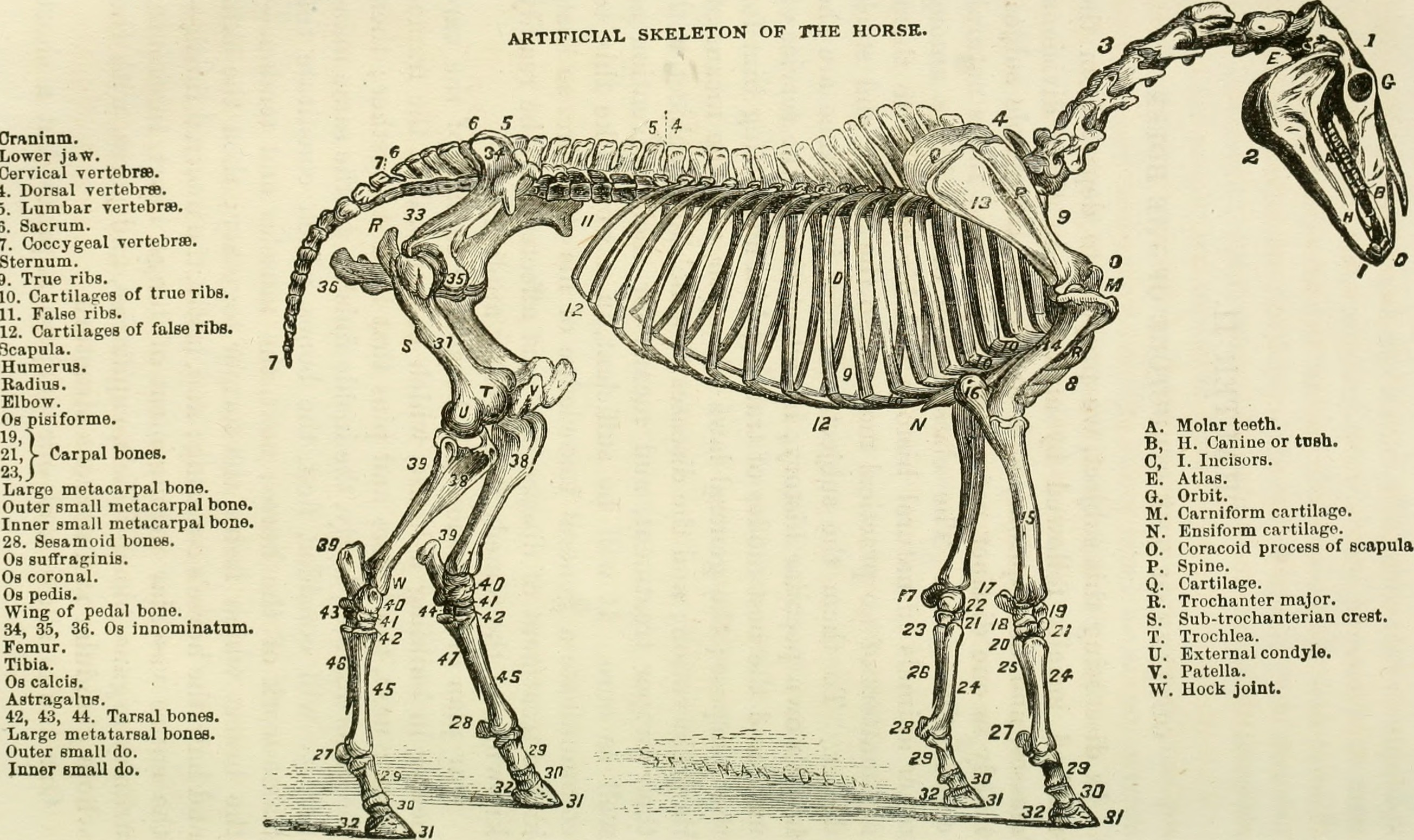
Скелет лошади

Ипполо́гия (др.-греч. ἵππος — «лошадь» и λόγος — «слово») — наука о лошадях, изучающая анатомию, физиологию, биологию размножения и породообразование лошадей. К задачам иппологии относятся также ветеринария, тренировка и дрессировка лошадей, коневодство, организации конепользования, а также разработка методов создания и способов реализации генотипа лошади для конкретных направлений её хозяйственного использования.

## История
Лошадь использовалась издревле. По одним источникам, лошадей начали использовать около 4 200 лет тому назад. По другим данным, их использовали уже примерно 5,7 — 5,1 тысяч лет назад, когда лошадь служила основным источником мясной и молочной пищи. Тогда же были заложены основы верховой езды.
На начало XX столетия, лошадь домашняя (Equus caballus), одно из самых важных домашних животных, употреблялась для перевозки грузов, для перемещения экипажей, для работы в сельском хозяйстве и промышленности, в военном деле и в спортивных состязаниях. Для лучшего использования лошадей и была создана наука гиппология.
В Российской империи и Советской России до 30-х годов XX века иппологию преподавали в кавалерийских, артиллерийских школах и других специальных учебных заведениях.

## Состав
На окончание XIX столетий, гиппология содержала или включала в свой состав:
- анатомия лошади;
- физиология лошади;
- разведение лошади;
- способы наилучшего её пользования;
- определение её пригодности, по внешнему виду, для той или другой цели;
- и тому подобное[6].

На начало XX столетий, к гиппологии также относили:
- естественная история лошади;
- её анатомия (иппотомия);
- физиология;
- гигиена (иппогигиена);
- правила ковки здоровых и больных копыт;
- иппиатрия (наружные и внутренние болезни и пороки лошади, а также средства к их исцелению);
- наружный осмотр лошади (экстериер), так называемые способы определения, по наружному виду, степени годности лошади к известному употреблению и общего состояния её здоровья;
- коневодство и коннозаводство;
- правила воспитания, выездки и приготовления лошадей для разного рода службы;
- рысистое и скаковое дело[4].

В Российской империи было принято обыкновенно вводить также краткое изложение болезней лошади и их лечения, и в таком объёме гиппология преподавалась в кавалерийских и казачьих юнкерских училищах, а также в учебных командах частей артиллерии, кавалерийских, казачьих и пограничной стражи.
В 1930-е годы, в Союзе ССР, обычными разделами гиппологии являлись: происхождение лошади как зоологического вида, классификация и описание современных конских типов и пород, анатомия и физиология лошади, экстерьер, разведение, кормление и содержание, использование (ковка, езда в упряжи и под седлом), статистика коневодства и общественные и государственные мероприятия по коневодству.

## Известные иппологи
Ниже представлены (не все) известные иппологи, (годы):
- Клод Буржела, (1712—1799);
- Карл Вильгельм Аммон, (1777—1842);
- Георг Готлиб Аммон, (1780—1839);
- Павел Иванович Цорн[13][14], (1777—1829);
- Александр Фёдорович Миддендорф[15], (1815—1894);
- Владимир Станиславович Литтауэр, (1892—1989);
- Александр Глебович Невзоров, (1958);
- Алексей Николаевич Глухарёв, (1959);
- и другие.